# 酒井忠利
酒井 忠利（さかい ただとし）は、戦国時代から江戸時代前期にかけての武将、大名。徳川家の家臣。駿河田中藩主、武蔵川越藩初代藩主。老中。

## 生涯
酒井正親の三男。徳川家康の遠縁にあたる。兄重忠と共に家康に仕え、小牧・長久手の戦いでは大いに戦功を立てた。天正18年（1590年）に家康が関東に移封されると、武蔵国川越に3000石の所領を与えられた。慶長5年（1600年）の関ヶ原の戦いでは、徳川秀忠に供奉した。
戦後、家康より7000石を加増され、合計1万石の大名として駿河田中藩に移された。慶長14年（1609年）、さらに1万石を加増され、合計2万石の大名として川越に戻された。慶長19年（1614年）からの大坂の陣では江戸城の留守居役を務めた。その後もしばしば加増され、最終的には3万7000石を領する大名となった。
寛永4年（1627年）11月14日死去。享年69。

## 系譜
- 父：酒井正親
- 母：妙玄尼 - 石川清兼の娘
- 正室：宝鏡院 - 鈴木重直の娘
  - 長男：酒井忠勝（1587-1662）
  - 次男：酒井忠吉（1589-1663）
- 生母不詳
  - 男子：酒井忠重
  - 男子：酒井忠久
  - 男子：酒井忠末
  - 男子：酒井忠次
  - 女子：高木正綱室
  - 女子：河合宗利室
  - 女子：三浦好正室